# Crytek
Crytek är ett tyskt datorspelsföretag. Företaget grundades år 1999 i Coburg av tre turkiska bröder, Cevat, Avni och Faruk Yerli. Företagets huvudkontor flyttades senare till Frankfurt. Företaget har även fem andra kontor i Budapest, Kiev, Nottingham, Seoul och Sofia. Företaget ligger bl.a. bakom utvecklingen av spelserien Far Cry som använder sig av spelmotorn Cry Engine. Crytek ligger även bakom FPS-spelserien Crysis.
Filmrättigheterna till spelet Far Cry har köpts upp av Uwe Boll. Filmandet var tänkt att börja under år 2005 men blev uppskjuten till 2008.

## Spel (i urval)
| Speltitel               | Datum | Format                                     |
| ----------------------- | ----- | ------------------------------------------ |
| Far Cry                 | 2004  | Microsoft Windows                          |
| Crysis                  | 2007  | Microsoft Windows                          |
| Crysis Warhead          | 2008  | Microsoft Windows                          |
| Crysis 2                | 2011  | Microsoft Windows, Xbox 360, Playstation 3 |
| Fibble – Flick 'n' Roll | 2012  | iOS                                        |
| Crysis 3                | 2013  | Microsoft Windows, Xbox 360, Playstation 3 |
| Warface                 | 2013  | Microsoft Windows                          |
| Ryse: Son of Rome       | 2013  | Xbox One                                   |
| The Collectables        | 2014  | iOS                                        |